# Oxfords universitet
Oxfords universitet (engelska: University of Oxford) är ett kollegialt forskningsuniversitet beläget i Oxford, England, Storbritannien. Oxford har inget känt datum för sitt grundande, men det finns tecken på att undervisning har skett så långt tillbaka som år 1096, vilket gör det till det äldsta universitetet i den engelskspråkiga världen och till världens näst äldsta universitet (efter Universitetet i Bologna). Det växte snabbt från 1167 när Henrik II förbjöd engelska studenter från att bevista Paris universitet. Efter tvister mellan studenter och Oxfords stadsbor år 1209 flydde vissa akademiker nordost till Cambridge, där de etablerade det som blev Universitetet i Cambridge. De två "gamla universiteten" kallas ofta gemensamt för "Oxbridge", vilket syftar på den gemensamma traditionella akademiska kulturen.
Universitetet består av en rad olika institutioner, däribland 39 ingående colleges och ett komplett utbud av akademiska avdelningar som är organiserade i fyra divisioner. Merparten av kandidatutbildningen (undergraduate) vid Oxford är organiserad kring veckohandledning på de självstyrande collegen och korridorboendena, med stöd av lektioner, föreläsningar och laborationer som tillhandahålls av universitetets fakulteter och avdelningar. Oxford har haft många kända och framgångsrika elever, däribland 30 nobelpristagare, 30 brittiska premiärministrar (senast Rishi Sunak) och många utländska statschefer.
Oxfords universitets ceremoniella överhuvud är kanslern, sedan 2003 den tidigare torypolitikern och EU-kommissionären Chris Patten. Vicekansler och verkställande rektor för universitetet är sedan 2023 hjärnforskaren Irene Tracey.
Oxford är hem för flera prestigefyllda stipendier, bland annat Clarendon Scholarship som lanserades 2001 och Rhodes Scholarship som har finansierat doktorander vid universitetet i mer än ett sekel.
Oxford anses vara ett av världens bästa universitet. Det rankades som det främsta lärosätet i världen i Times Higher Educations ranking av världens främsta lärosäten 2016, 2017, 2018 och 2019.

## Historia
Det finns inget säkert datum som säger när University of Oxford grundades men de tidigaste tecknen på undervisning i Oxford är en skolmästare aktiv från omkring 1096. 1167 växte universitetet snabbt när Henrik II förbjöd engelsmän att studera vid universitetet i Paris. University College, Balliol College och Merton College grundades mellan 1249 och 1264. De är de tre äldsta collegen. 
De flesta colleges härstammar emellertid från 1400-, 1500- och 1600-talen[källa behövs]. Nyare är St Catherine's College (1962), ritat av dansken Arne Jacobsen. Knutna till universitetet är Ashmolean Museum, ett av världens äldsta museer, och Bodleianska biblioteket, en av Europas äldsta offentliga byggnader i sitt slag. 
1874 fick kvinnor möjlighet att studera vid Oxford och 1974 tillät fem manliga colleges kvinnor som medlemmar. Det sista colleget att acceptera båda könen var St Hilda's College som tog emot ansökningar från män första gången 2008.

## Ekonomi
Oxford är ett statligt självstyrande universitet och måste rätta sig efter det statliga taket på undervisningsavgiften (3 145 pund per år för europeiska studenter 2008/2009). Det statliga bidraget per student (som icke-EU-studenter måste betala själva) uppgår till cirka 10 000 pund. Detta räcker dock inte alls för att finansiera undervisningen och Oxford går varje år med förlust med nära 10 000 pund per student. Förlusten täcks av övrig verksamhet, exempelvis konferenser och Oxford University Press. Vissa har förespråkat att göra Oxford privat. Man skulle då kunna höja avgiften men samtidigt förlora det statliga bidraget. Detta för att kunna klara konkurrensen med de amerikanska universiteten, som spenderar betydligt mer än Oxford per student.[källa behövs]

## Organisation

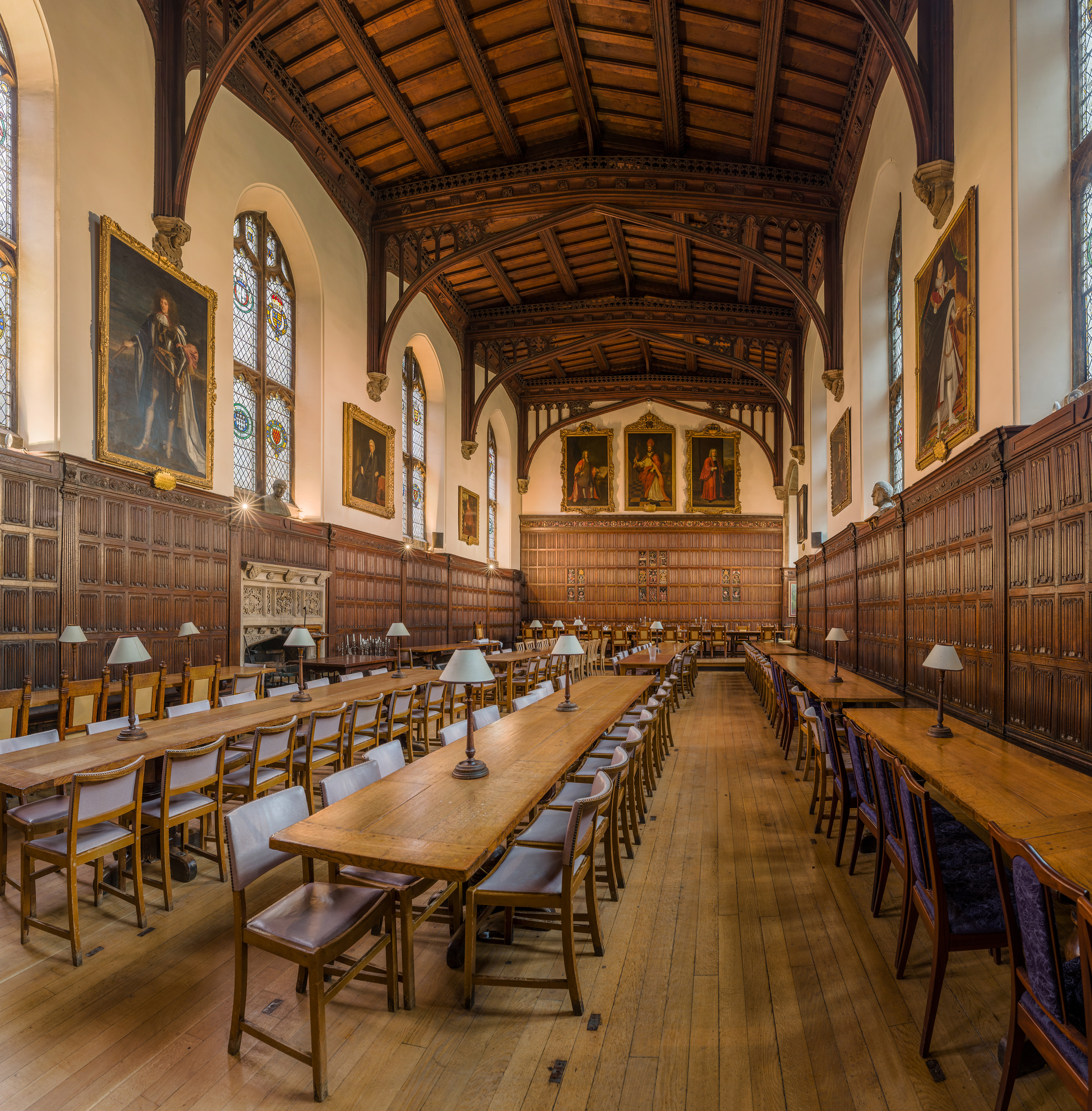
Magdalen Colleges stora sal.

Det finns 39 colleges vid Oxfords universitet, vart och ett av dem med sin egen struktur och aktiviteter. Dessutom finns 4 religiösa permanent private halls. Collegen har hand om studenternas boende (åtminstone första och sista året av studiegången) och utser en handledare för varje student. Studenten har kontakt med sin handledare i princip varje terminsvecka, då en uppsats om ett visst delämne presenteras och diskuteras. Vid en sådan genomgång deltar en till tre studenter. Handledaren kan skicka studenten till en annan handledare för särskilda ämnen.[källa behövs]
Universitetet har hand om de olika institutionerna och om examinationen. Denna sker skriftligt eller muntligt (viva). Studenten måste då bära akademisk dräkt, med kostym eller kjol och blus, svart slängkappa och den fyrkantiga hatten.
Universitet omfattar även en rad bibliotek, däribland Bodleian Library som anses vara världens första allmänna bibliotek.
Undervisningen bedrivs under tre terminer om åtta veckor:
- Michaelmas (efter mickelsmäss 29 september) i oktober och november
- Hilary (efter St Hilarius vars helgondag infaller den 13 januari) i januari, februari och mars
- Trinity (efter Heliga Trefaldighets dag första söndagen efter pingst) i april, maj och juni.

## Antagning
Det är hård konkurrens till platserna vid Oxfords universitet. 2006 nekades 10 000 av 13 000 sökande. Hårdast konkurrens har ekonomi-, juridik- och medicinutbildningarna där cirka en av åtta ansökande antas. Man söker till Oxford genom en central myndighet (UCAS), motsvarande VHS i Sverige. Sista ansökningsdag är 15 oktober; 20 september för utomeuropeiska studenter.
För att en ansökan ska vara komplett behövs kopior på gymnasiebetyg och intyg på andra akademiska meriter, ett "personal statement", det vill säga ett personligt brev då man bland annat förklarar varför man vill studera de ämnen man valt. Man behöver även ett rekommendationsbrev från en lärare. Man söker till program och inte till universiteten som helhet, som det är i USA.
Kommer man vidare till nästa urvalsgrupp (vilket cirka 75 procent gör) får man vanligen göra en intervju och kanske skriva ett prov. Detta sker på plats i Oxford i början av december. Det första beskedet brukar komma i januari.

## College och andra institutioner vid universitetet

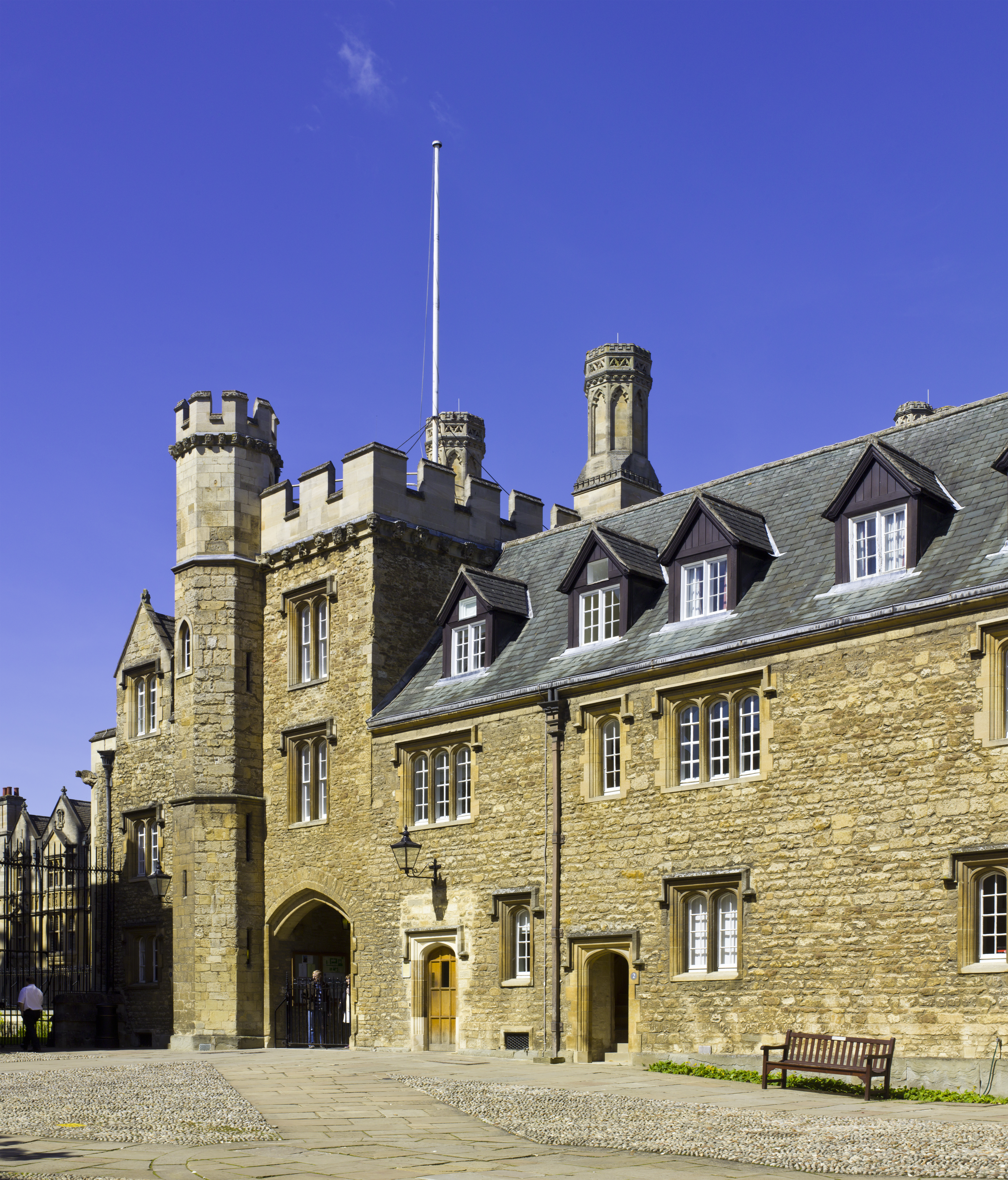
Porthuset vid Merton College.

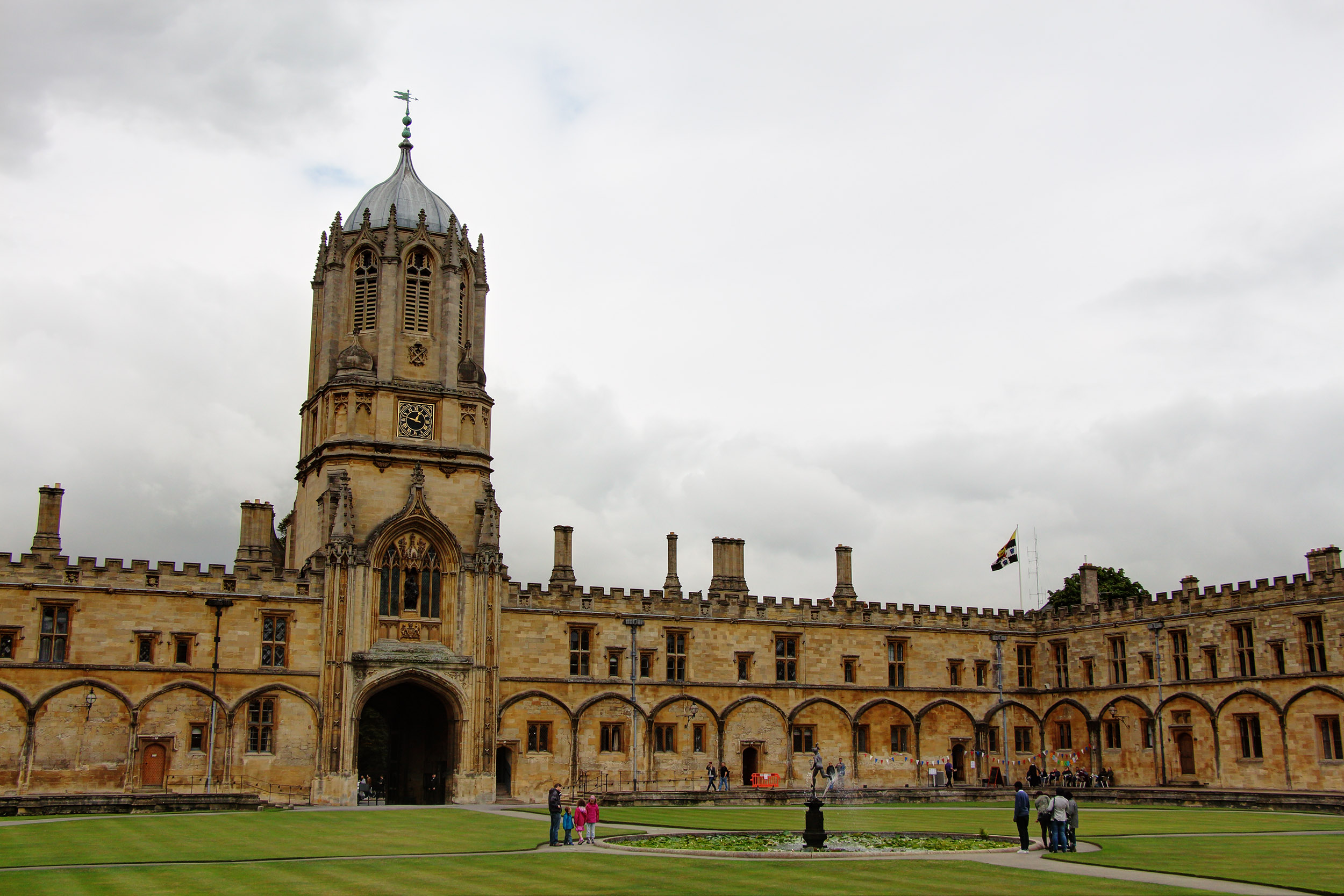
Tom Quad, Christ Church.

### College
- All Souls College
- Balliol College
- Brasenose College
- Christ Church
- Corpus Christi College
- Exeter College
- Green Templeton College
- Harris Manchester College
- Hertford College
- Jesus College
- Keble College
- Kellogg College
- Lady Margaret Hall
- Linacre College
- Lincoln College
- Magdalen College
- Mansfield College
- Merton College
- New College
- Nuffield College
- Oriel College
- Pembroke College
- The Queen's College
- Reuben College
- Somerville College
- St Anne's College
- St Antony's College
- St Catherine's College
- St Cross College
- St Edmund Hall
- St Hilda's College
- St Hugh's College
- St John's College
- St Peter's College
- Trinity College
- University College
- Wadham College
- Wolfson College
- Worcester College

### Permanent Private Halls

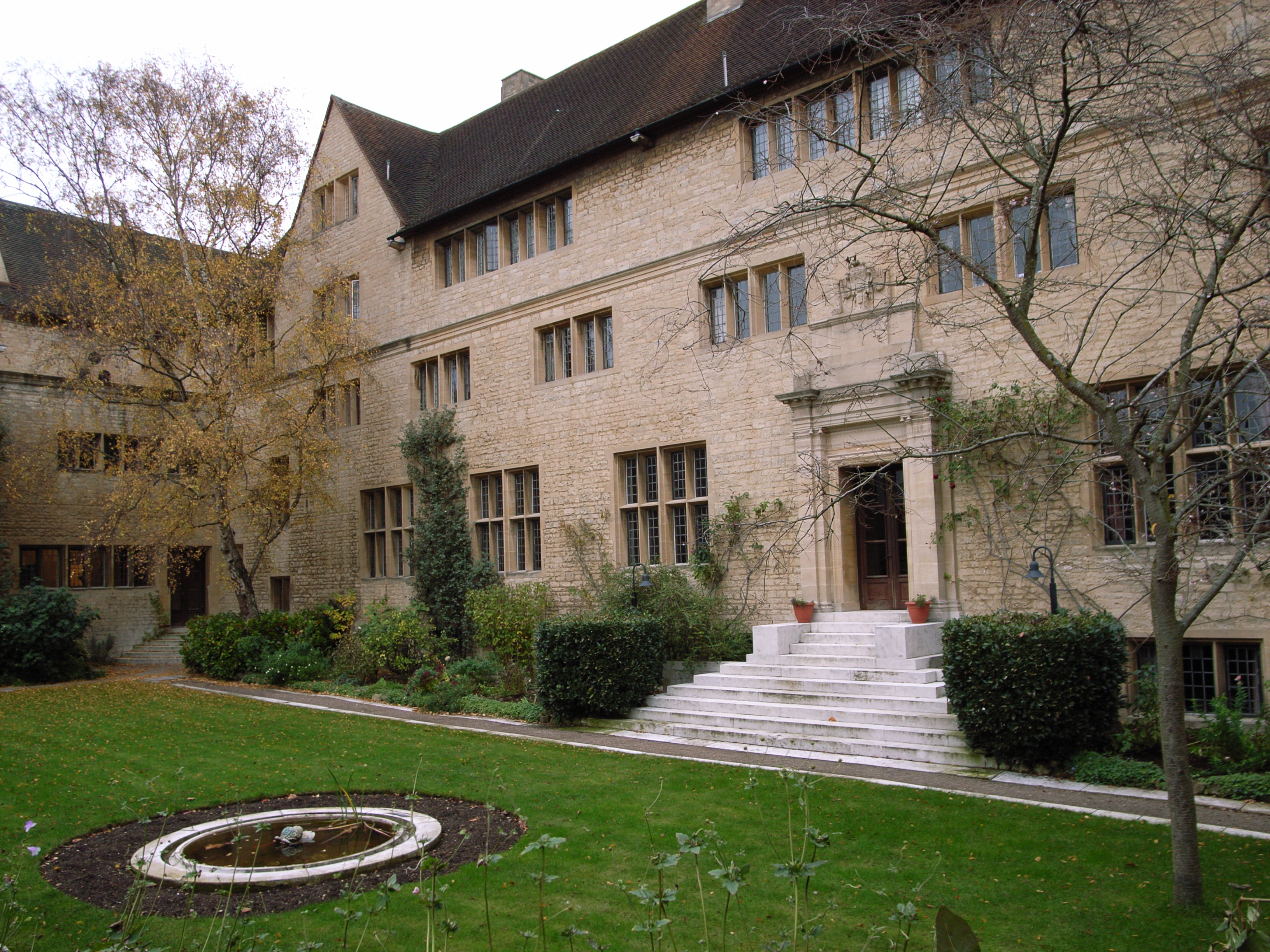
Campion Hall.

Permanent Private Halls liknar ett college. Den viktigaste skillnaden är att de inte är organiserade som självstyrande institutioner av collegets medlemmar utan är grundade av olika kristna samfund och fortfarande åtminstone delvis styrs som del av detta samfund.
- Blackfriars Hall (Dominikanorden)
- Campion Hall (Jesuitorden)
- Regent's Park College (Baptistkyrkan)
- Wycliffe Hall (Anglikanska kyrkan)

### Professurer
- Regius Professor of Greek
- Regius Professor of Hebrew
- Regius Professor of Medicine
- Regius Professor of Civil Law

## Kända personer som utbildats vid Oxford
- Rowan Atkinson, komiker, skådespelare (Queen's College)
- Aung San Suu Kyi, Burmas statskansler 2016– (St Hugh's College)
- David Cameron, Storbritanniens premiärminister 2010–2016 (Brasenose College)
- Lewis Carroll, författare, matematiker (Christ Church College)
- Bill Clinton, USA:s 42:a president (University College)
- Indira Gandhi, Indiens premiärminister 1966–1977, 1980–1984 (Somerville College)
- William Gladstone, Storbritanniens premiärminister (Christ Church College)
- William Golding, författare, nobelpristagare (Brasenose College)
- Graham Greene, författare (Balliol College)
- Edward Heath, Storbritanniens premiärminister 1970–1974 (Balliol College)
- Terry Jones, komiker, skådespelare, Monty Python (St Edmund Hall)
- Harold Macmillan, Storbritanniens premiärminister 1957–1963 (Balliol College)
- Theresa May, Storbritanniens premiärminister 2016–2019 (St Hugh's College)
- Dudley Moore, skådespelare, musiker (Magdalen College)
- V.S. Naipaul, författare, nobelpristagare (University College)
- Michael Palin, komiker, skådespelare, Monty Python (Brasenose College)
- Margaret Thatcher, Storbritanniens premiärminister 1979–1990 (Somerville College)
- Richard von Weizsäcker, Tysklands president 1984–1994 (Balliol College)
- Oscar Wilde, författare, dramatiker (Magdalen College)
- Ghil'ad Zuckermann – lingvist (St Hugh's College)